# Riccardo Viale
Ricccardo Viale (Torino, 31 dicembre 1952) è un medico e scienziato italiano.
È Professore Ordinario di Scienze Comportamentali ed Economia Cognitiva presso il Dipartimento di Economia dell'Università degli Studi di Milano Bicocca noto a livello internazionale per i suoi studi sulla bounded rationality e sulla applicazione delle scienze cognitive alla metodologia delle scienze sociali, alla teoria economica, alla Pubblica Amministrazione ed alle politiche pubbliche.
All'inizio della sua carriera è stato CNR-Nato Fellow presso il Balliol College, Oxford University e successivamente Visiting Senior Fellow presso l'Accademia Italiana della Columbia University, il Max Planck Institute for Human Development e la Chinese Academy of Science. 
Autore di diverse pubblicazioni e libri tra cui “Handbook on Bounded Rationality” (Routledge, 2021) e “Nudging” (The MIT Press, 2022).
Recentemente la sua ricerca empirica si occupa del nudging delle norme sociali e del design comportamentale nelle politiche pubbliche e nella pubblica amministrazione. 
La sua ricerca teorica si concentra: 
- sul fondamento cognitivo della metodologia delle scienze sociali, attraverso la proposta del “Cognitivismo metodologico”;
- sull'introduzione del concetto di “Economia cognitiva” per superare i limiti dell'economia comportamentale;
- e sull'applicazione del concetto di Embodied cognition alla razionalità limitata.